# بيرها

في الأساطير اليونانية، كانت بيرها أو بيرا (بالإنجليزية: Pyrrha)‏ ابنة إبيمثيوس وباندورا وزوجة ديوكاليون الذي أنجب منها ثلاثة أبناء، هيلين، أمفيكتيون، أوريسثيوس؛ وثلاث بنات بروتوجينيا، باندورا [الإنجليزية]، وثيا. وفقًا لبعض الروايات، أنَّ هيلين أو هلمثيوس ابن كل من بيرها وزيوس.

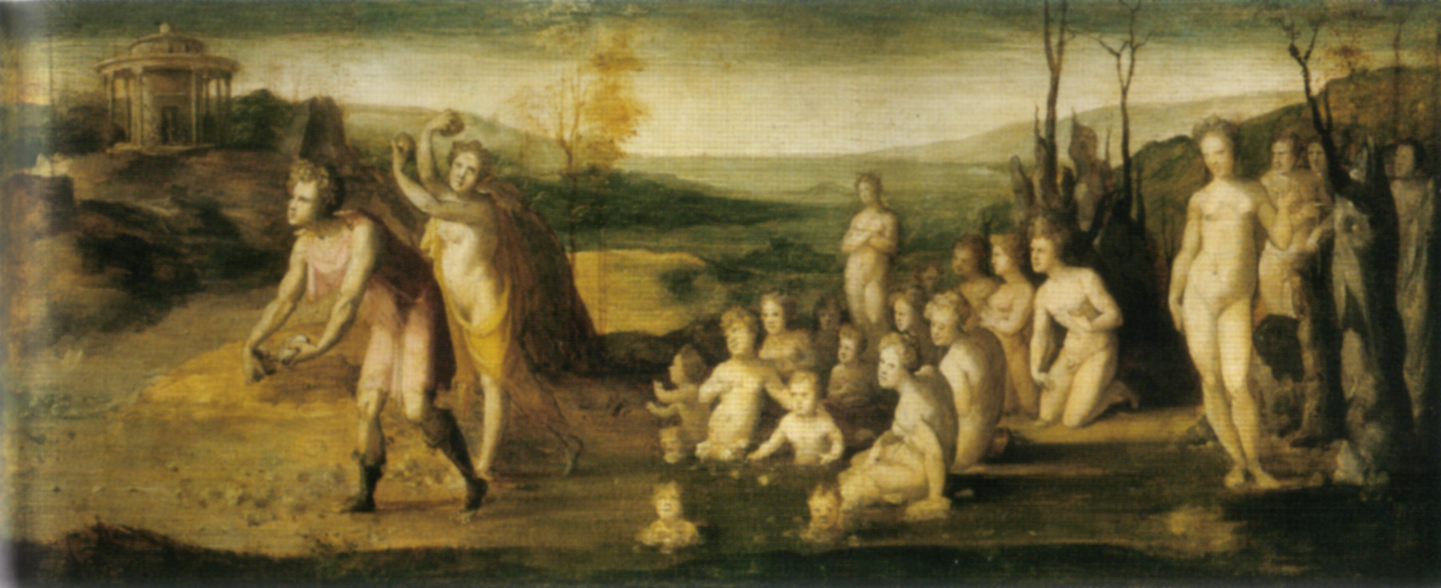
بيرها وديوكاليون يرميان الصخور لكي تتحول إلى بشر.